# Liste der Flughäfen und Flugplätze in Kolumbien

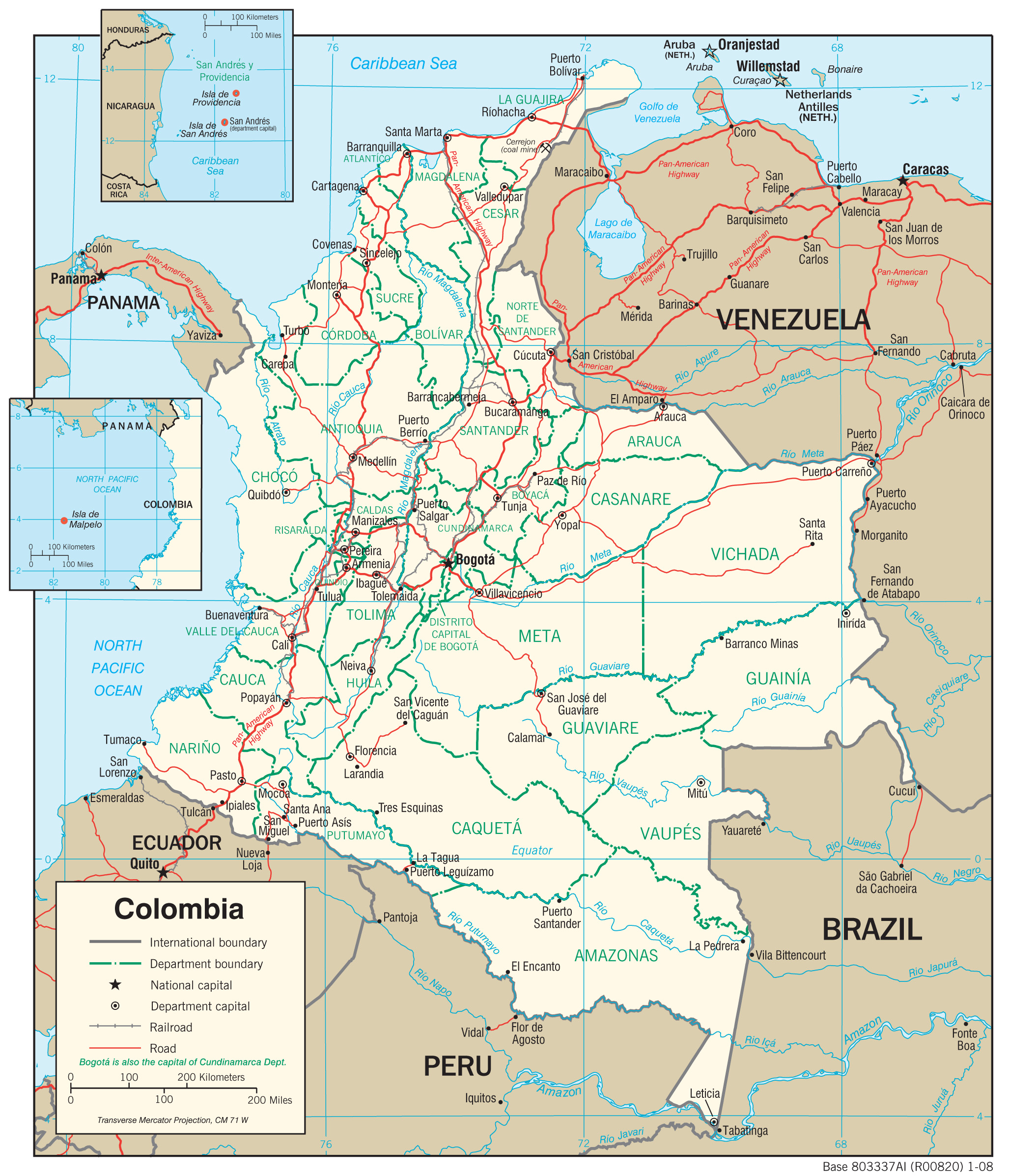
Karte von Kolumbien

Die Liste der Flughäfen und Flugplätze in Kolumbien zeigt die Flughäfen und Flugplätze des südamerikanischen Staates Kolumbien, geordnet nach Orten.

## Flughafen
Namen in Fettschrift zeigen regelmäßigen Linienverkehr an.
| Ort                                     | Provinz                    | ICAO-Code | IATA-Code | Name des Flughafens                                                  | Flughafentyp  | Koordinaten                  | Verweise                  |
| --------------------------------------- | -------------------------- | --------- | --------- | -------------------------------------------------------------------- | ------------- | ---------------------------- | ------------------------- |
| Controlled airports                     |                            |           |           |                                                                      |               |                              |                           |
| Apartadó / Carepa                       | Antioquia                  | SKLC      | APO       | Antonio Roldán Betancourt Airport                                    | National      | 7° 48′ 42″ N, 76° 42′ 59″ W  | [ 2 ] [ 3 ]               |
| Arauca                                  | Arauca                     | SKUC      | AUC       | Santiago Pérez Quiroz Airport                                        | National      | 7° 4′ 9″ N, 70° 44′ 13″ W    | [ 2 ] [ 4 ]               |
| Armenia / La Tebaida                    | Quindío                    | SKAR      | AXM       | Flughafen Armenia (El Edén International Airport)                    | International | 4° 27′ 6″ N, 75° 45′ 58″ W   | [ 2 ] [ 5 ]               |
| Bahía Solano                            | Chocó                      | SKBS      | BSC       | José Celestino Mutis Airport                                         | National      | 6° 12′ 11″ N, 77° 23′ 42″ W  | [ 2 ] [ 6 ]               |
| Barrancabermeja                         | Santander                  | SKEJ      | EJA       | Yariguíes Airport                                                    | National      | 7° 1′ 28″ N, 73° 48′ 25″ W   | [ 2 ] [ 7 ]               |
| Barranquilla / Soledad                  | Atlántico                  | SKBQ      | BAQ       | Flughafen Barranquilla (Ernesto Cortissoz International Airport)     | International | 10° 53′ 19″ N, 74° 46′ 54″ W | [ 2 ] [ 8 ]               |
| Bogotá                                  | Bogotá                     | SKBO      | BOG       | El Dorado International Airport                                      | International | 4° 42′ 6″ N, 74° 8′ 49″ W    | [ 2 ] [ 9 ]               |
| Bogotá / Chía                           | Bogotá 1                   | SKGY      | GYM       | Guaymaral Airport                                                    | National      | 4° 48′ 45″ N, 74° 3′ 54″ W   | [ 10 ]                    |
| Bucaramanga / Lebrija                   | Santander                  | SKBG      | BGA       | Flughafen Bucaramanga-Palonegro (Palonegro International Airport)    | International | 7° 7′ 36″ N, 73° 11′ 5″ W    | [ 2 ] [ 11 ]              |
| Buenaventura                            | Valle del Cauca            | SKBU      | BUN       | Gerardo Tobar López Airport                                          | National      | 3° 49′ 10″ N, 76° 59′ 24″ W  | [ 2 ] [ 12 ]              |
| Cali / Palmira                          | Valle del Cauca            | SKCL      | CLO       | Flughafen Cali (Alfonso Bonilla Aragón International Airport)        | International | 3° 32′ 35″ N, 76° 22′ 54″ W  | [ 2 ] [ 13 ]              |
| Cartagena                               | Bolívar                    | SKCG      | CTG       | Flughafen Cartagena (Rafael Núñez International Airport)             | International | 10° 26′ 31″ N, 75° 30′ 46″ W | [ 2 ] [ 14 ]              |
| Cartago                                 | Valle del Cauca            | SKGO      | CRC       | Santa Ana Airport                                                    | National      | 4° 45′ 30″ N, 75° 57′ 22″ W  | [ 2 ] [ 15 ]              |
| Corozal                                 | Sucre                      | SKCZ      | CZU       | Las Brujas Airport                                                   | National      | 9° 19′ 57″ N, 75° 17′ 7″ W   | [ 2 ] [ 16 ]              |
| Cúcuta                                  | Norte de Santander         | SKCC      | CUC       | Flughafen Cúcuta (Camilo Daza International Airport)                 | International | 7° 55′ 39″ N, 72° 30′ 42″ W  | [ 2 ] [ 17 ]              |
| Yopal (El Yopal)                        | Casanare                   | SKYP      | EYP       | El Alcaraván Airport (El Yopal Airport)                              | National      | 5° 19′ 9″ N, 72° 23′ 3″ W    | [ 2 ] [ 18 ]              |
| Florencia                               | Caquetá                    | SKFL      | FLA       | Flughafen Florencia (Gustavo Artunduaga Paredes Airport)             | National      | 1° 35′ 21″ N, 75° 33′ 51″ W  | [ 2 ] [ 19 ]              |
| Girardot / Flandes                      | Tolima 2                   | SKGI      | GIR       | Santiago Vila Airport                                                | National      | 4° 16′ 31″ N, 74° 47′ 46″ W  | [ 2 ] [ 20 ]              |
| Guapi                                   | Cauca                      | SKGP      | GPI       | Juan Casiano Airport                                                 | National      | 2° 34′ 12″ N, 77° 53′ 53″ W  | [ 2 ] [ 21 ]              |
| Ibagué                                  | Tolima                     | SKIB      | IBE       | Perales Airport                                                      | National      | 4° 25′ 18″ N, 75° 8′ 1″ W    | [ 2 ] [ 22 ]              |
| Leticia                                 | Amazonas                   | SKLT      | LET       | Flughafen Leticia (Alfredo Vásquez Cobo International Airport)       | International | 4° 11′ 49″ S, 69° 56′ 33″ W  | [ 2 ] [ 23 ]              |
| Manizales                               | Caldas                     | SKMZ      | MZL       | La Nubia Airport                                                     | National      | 5° 1′ 48″ N, 75° 27′ 56″ W   | [ 2 ] [ 24 ]              |
| Mariquita                               | Tolima                     | SKQU      | MQU       | Mariquita Airport                                                    | National      | 5° 12′ 45″ N, 74° 53′ 1″ W   | [ 2 ] [ 25 ]              |
| Medellín                                | Antioquia                  | SKMD      | EOH       | Enrique Olaya Herrera Airport                                        | National      | 6° 13′ 14″ N, 75° 35′ 26″ W  | [ 2 ] [ 26 ]              |
| Medellín / Rionegro                     | Antioquia                  | SKRG      | MDE       | Flughafen Rionegro (José María Córdova International Airport)        | International | 6° 9′ 52″ N, 75° 25′ 23″ W   | [ 2 ] [ 27 ]              |
| Mitú                                    | Vaupés                     | SKMU      | MVP       | Fabio Alberto León Bentley Airport                                   | National      | 1° 15′ 13″ N, 70° 14′ 3″ W   | [ 2 ] [ 28 ]              |
| Montería                                | Córdoba                    | SKMR      | MTR       | Flughafen Montería (Los Garzones Airport)                            | National      | 8° 49′ 22″ N, 75° 49′ 31″ W  | [ 2 ] [ 29 ]              |
| Neiva                                   | Huila                      | SKNV      | NVA       | Benito Salas Airport                                                 | National      | 2° 57′ 1″ N, 75° 17′ 38″ W   | [ 2 ] [ 30 ]              |
| Pasto / Chachagüí                       | Nariño                     | SKPS      | PSO       | Aeropuerto Antonio Nariño                                            | National      | 1° 23′ 47″ N, 77° 17′ 28″ W  | [ 2 ] [ 31 ]              |
| Pereira                                 | Risaralda                  | SKPE      | PEI       | Aeropuerto Internacional Matecaña                                    | International | 4° 48′ 46″ N, 75° 44′ 22″ W  | [ 2 ] [ 32 ]              |
| Popayán                                 | Cauca                      | SKPP      | PPN       | Guillermo León Valencia Airport                                      | National      | 2° 27′ 16″ N, 76° 36′ 35″ W  | [ 2 ] [ 33 ]              |
| Providencia                             | San Andrés und Providencia | SKPV      | PVA       | El Embrujo Airport                                                   | National      | 13° 21′ 26″ N, 81° 21′ 29″ W | [ 2 ] [ 34 ]              |
| Puerto Asís                             | Putumayo                   | SKAS      | PUU       | Tres de Mayo Airport                                                 | National      | 0° 30′ 21″ N, 76° 30′ 3″ W   | [ 2 ] [ 35 ]              |
| Puerto Carreño                          | Vichada                    | SKPC      | PCR       | Germán Olano Airport                                                 | National      | 6° 11′ 6″ N, 67° 29′ 33″ W   | [ 2 ] [ 36 ]              |
| Quibdó                                  | Chocó                      | SKUI      | UIB       | El Caraño Airport                                                    | National      | 5° 41′ 27″ N, 76° 38′ 28″ W  | [ 2 ] [ 37 ]              |
| Riohacha                                | La Guajira                 | SKRH      | RCH       | Almirante Padilla Airport                                            | National      | 11° 31′ 34″ N, 72° 55′ 36″ W | [ 2 ] [ 38 ]              |
| San Andrés                              | San Andrés und Providencia | SKSP      | ADZ       | Flughafen San Andrés (Gustavo Rojas Pinilla International Airport)   | International | 12° 35′ 1″ N, 81° 42′ 41″ W  | [ 2 ] [ 39 ]              |
| San José del Guaviare                   | Guaviare                   | SKSJ      | SJE       | Jorge Enrique González Torres Airport                                | National      | 2° 34′ 47″ N, 72° 38′ 21″ W  | [ 2 ] [ 40 ]              |
| San Vicente del Caguán                  | Caquetá                    | SKSV      | SVI       | Eduardo Falla Solano Airport                                         | National      | 2° 9′ 7″ N, 74° 45′ 58″ W    | [ 2 ] [ 41 ]              |
| Santa Marta                             | Magdalena                  | SKSM      | SMR       | Flughafen Santa Marta (Simón Bolívar International Airport Columbia) | International | 11° 7′ 11″ N, 74° 13′ 50″ W  | [ 2 ] [ 42 ]              |
| Saravena                                | Arauca                     | SKSA      | RVE       | Los Colonizadores Airport                                            | National      | 6° 57′ 1″ N, 71° 51′ 22″ W   | [ 2 ] [ 43 ]              |
| Tame                                    | Arauca                     | SKTM      | TME       | Gabriel Vargas Santos Airport                                        | National      | 6° 27′ 4″ N, 71° 45′ 36″ W   | [ 2 ] [ 44 ]              |
| Tolú                                    | Sucre                      | SKTL      | TLU       | Golfo de Morrosquillo Airport                                        | National      | 9° 30′ 34″ N, 75° 35′ 9″ W   | [ 2 ] [ 45 ]              |
| Tumaco                                  | Nariño                     | SKCO      | TCO       | Flughafen Tumaco (La Florida Airport)                                | National      | 1° 48′ 52″ N, 78° 44′ 57″ W  | [ 2 ] [ 46 ]              |
| Valledupar                              | Cesar                      | SKVP      | VUP       | Alfonso López Pumarejo Airport                                       | National      | 10° 26′ 6″ N, 73° 14′ 58″ W  | [ 2 ] [ 47 ]              |
| Villavicencio                           | Meta                       | SKVV      | VVC       | Flughafen Villavicencio (La Vanguardia Airport)                      | National      | 4° 10′ 6″ N, 73° 36′ 53″ W   | [ 2 ] [ 48 ]              |
| Flughafen ohne Kontrollturm             |                            |           |           |                                                                      |               |                              |                           |
| Acandí                                  | Chocó                      | SKAD      | ACD       | Alcides Fernández Airport                                            |               | 8° 29′ 53″ N, 77° 16′ 26″ W  | [ 1 ] [ 2 ] [ 49 ]        |
| Aguachica                               | Cesar                      | SKAG      |           | Hacaritama Airport                                                   |               | 8° 14′ 46″ N, 73° 34′ 51″ W  | [ 1 ] [ 50 ]              |
| Amalfi                                  | Antioquia                  | SKAM      | AFI       | Amalfi Airport                                                       |               | 6° 53′ 44″ N, 75° 2′ 51″ W   | [ 1 ] [ 2 ] [ 51 ]        |
| Araracuara                              | Caquetá                    | SKAC      | ACR       | Araracuara Airport                                                   |               | 0° 36′ 3″ N, 72° 23′ 53″ W   | [ 1 ] [ 2 ] [ 52 ]        |
| Arauquita                               | Arauca                     | SKAT      | ARQ       | El Troncal Airport                                                   |               | 7° 1′ 16″ N, 71° 23′ 20″ W   | [ 1 ] [ 2 ] [ 53 ]        |
| Barranco Minas                          | Guainía                    | SKBM      | NBB       | Barranco Minas Airport                                               |               | 3° 39′ 26″ N, 69° 48′ 35″ W  | [ 1 ] [ 2 ] [ 54 ]        |
| Capurganá                               | Chocó                      | SKCA      | CPB       | Capurganá Airport                                                    |               | 8° 37′ 50″ N, 77° 21′ 1″ W   | [ 1 ] [ 2 ] [ 49 ]        |
| Carimagua                               | Meta                       | SKCI      | CCO       | Carimagua Airport                                                    |               | 4° 33′ 54″ N, 71° 20′ 12″ W  | [ 1 ] [ 2 ] [ 55 ]        |
| Caruru                                  | Vaupés                     | SKCR      | CUO       | Carurú Airport                                                       |               | 1° 0′ 48″ N, 71° 17′ 46″ W   | [ 1 ] [ 2 ] [ 56 ]        |
| Caucasia                                | Antioquia                  | SKCU      | CAQ       | Juan H. White Airport                                                |               | 7° 58′ 3″ N, 75° 11′ 53″ W   | [ 1 ] [ 2 ] [ 51 ]        |
| Chaparral                               | Tolima                     | SKHA      | CPL       | General Navas Pardo Airport                                          |               | 3° 43′ 26″ N, 75° 27′ 55″ W  | [ 2 ] [ 57 ]              |
| Chigorodó                               | Antioquia                  | SKIG      | IGO       | Jaime Ortíz Betancur Airport                                         |               | 7° 40′ 45″ N, 76° 41′ 0″ W   | [ 1 ] [ 2 ] [ 51 ]        |
| Cicuco                                  | Bolívar                    | SKIO      |           | Cicuco Airport                                                       |               | 9° 16′ 8″ N, 74° 39′ 8″ W    | [ 1 ] [ 58 ]              |
| Ciénaga de Oro / Berástegui             | Córdoba                    | SKBR      |           | Berástegui Airport                                                   |               | 8° 53′ 4″ N, 75° 41′ 1″ W    | [ 1 ] [ 59 ]              |
| Cimitarra                               | Santander                  | SKCM      | CIM       | Cimitarra Airport                                                    |               | 6° 22′ 3″ N, 73° 58′ 14″ W   | [ 1 ] [ 2 ] [ 60 ]        |
| Condoto                                 | Chocó                      | SKCD      | COG       | Mandinga Airport                                                     |               | 5° 4′ 19″ N, 76° 40′ 36″ W   | [ 1 ] [ 2 ] [ 49 ]        |
| Cravo Norte                             | Arauca                     | SKCN      | RAV       | Cravo Norte Airport                                                  |               | 6° 19′ 0″ N, 70° 12′ 40″ W   | [ 1 ] [ 2 ] [ 53 ]        |
| Cumaribo                                | Vichada                    | SKUM      |           | Cumaribo Airport                                                     |               | 4° 26′ 47″ N, 69° 46′ 53″ W  | [ 1 ] [ 61 ]              |
| Cupica                                  | Chocó                      | SKCP      | BHF       | Cupica Airport                                                       |               | 6° 41′ 55″ N, 77° 29′ 0″ W   | [ 1 ] [ 2 ] [ 49 ]        |
| El Bagre                                | Antioquia                  | SKEB      | EBG       | El Bagre Airport (El Tomin Airport)                                  |               | 7° 35′ 42″ N, 74° 48′ 32″ W  | [ 1 ] [ 2 ] [ 51 ]        |
| El Banco                                | Magdalena                  | SKBC      | ELB       | Las Flores Airport                                                   |               | 9° 2′ 41″ N, 73° 58′ 25″ W   | [ 1 ] [ 2 ] [ 62 ]        |
| El Carmen de Bolívar                    | Bolívar                    | SKCB      |           | El Carmen de Bolívar Airport                                         |               | 9° 40′ 54″ N, 75° 7′ 28″ W   | [ 1 ] [ 63 ] [ 64 ]       |
| El Charco                               | Nariño                     | SKEH      | ECR       | El Charco Airport                                                    |               | 2° 26′ 27″ N, 78° 6′ 0″ W    | [ 1 ] [ 2 ] [ 65 ]        |
| Garzón / La Jagua                       | Huila                      | SKGZ      |           | Garzón Airport                                                       |               | 2° 8′ 47″ N, 75° 41′ 39″ W   | [ 1 ] [ 66 ]              |
| Gaviotas (La Gaviota)                   | Vichada                    | SKGA      | LGT       | Las Gaviotas Airport (La Gaviota Airport)                            |               | 4° 33′ 2″ N, 70° 55′ 32″ W   | [ 1 ] [ 2 ] [ 61 ]        |
| Hacienda Nápoles                        | Antioquia                  |           |           | Hacienda Napoles Airstrip                                            | Privat        | 5° 55′ 20″ N, 74° 43′ 42″ W  | [ 1 ] [ 2 ] [ 61 ]        |
| Hato Corozal                            | Casanare                   | SKHC      | HTZ       | Hato Corozal Airport                                                 |               | 6° 9′ 13″ N, 71° 45′ 42″ W   | [ 1 ] [ 2 ] [ 67 ]        |
| Ibagué                                  | Tolima                     | SKCE      |           | Cruz Verde Airport                                                   | Privat        | 4° 23′ 23″ N, 75° 7′ 51″ W   | [ 1 ] [ 68 ]              |
| Ipiales / Aldana                        | Nariño                     | SKIP      | IPI       | San Luis Airport                                                     |               | 0° 51′ 43″ N, 77° 40′ 19″ W  | [ 2 ] [ 69 ]              |
| Juradó                                  | Chocó                      | SKJU      | JUO       | Juradó Airport                                                       |               | 7° 4′ 25″ N, 77° 43′ 45″ W   | [ 1 ] [ 2 ]               |
| La Jagua de Ibirico                     | Cesar                      | SKLB      |           | El Borrego Airport                                                   | Privat        | 9° 35′ 6″ N, 73° 27′ 7″ W    | [ 1 ] [ 50 ]              |
| La Chorrera                             | Amazonas                   |           | LCR       | La Chorrera Airport (Virgilio Barco Vargas Airport)                  |               | 1° 27′ 25″ S, 72° 48′ 5″ W   | [ 2 ] [ 70 ]              |
| La Loma / Calenturitas                  | Cesar                      | SKAL      |           | Calenturitas Airport                                                 | Privat        | 9° 39′ 12″ N, 73° 29′ 41″ W  | [ 1 ] [ 50 ]              |
| La Macarena                             | Meta                       | SKNA      | LMC       | La Macarena Airport                                                  |               | 2° 10′ 33″ N, 73° 47′ 12″ W  | [ 1 ] [ 2 ] [ 55 ]        |
| La Pedrera                              | Amazonas                   | SKLP      | LPD       | La Pedrera Airport                                                   |               | 1° 19′ 35″ S, 69° 34′ 50″ W  | [ 1 ] [ 2 ] [ 70 ]        |
| La Primavera                            | Vichada                    | SKIM      | LPE       | La Primavera Airport                                                 |               | 5° 28′ 39″ N, 70° 25′ 17″ W  | [ 1 ] [ 2 ] [ 71 ] [ 61 ] |
| Magangué                                | Bolívar                    | SKMG      | MGN       | Baracoa National Airport                                             |               | 9° 17′ 6″ N, 74° 50′ 47″ W   | [ 2 ] [ 72 ]              |
| Maicao                                  | La Guajira                 | SKLM      | MCJ       | Jorge Isaacs Airport (La Mina Airport)                               |               | 11° 13′ 57″ N, 72° 29′ 21″ W | [ 2 ] [ 73 ]              |
| Maicao                                  | La Guajira                 | SKMJ      |           | Maicao Airport (La Majayura Airport)                                 |               | 11° 23′ 24″ N, 72° 14′ 20″ W | [ 1 ] [ 54 ] [ 74 ]       |
| Málaga                                  | Santander                  | SKLA      |           | Jerónimo de Aguayo Airport                                           |               | 6° 42′ 21″ N, 72° 43′ 49″ W  | [ 1 ] [ 60 ]              |
| Mapiripán                               | Meta                       | SKIR      |           | Mapiripán Airport                                                    |               | 2° 53′ 50″ N, 72° 8′ 28″ W   | [ 1 ] [ 55 ]              |
| Miraflores                              | Guaviare                   | SKMF      | MFS       | Miraflores Airport                                                   |               | 1° 20′ 15″ N, 71° 57′ 2″ W   | [ 1 ] [ 2 ]               |
| Mompós (Mompóx)                         | Bolívar                    | SKMP      | MMP       | San Bernardo Airport                                                 |               | 9° 15′ 30″ N, 74° 26′ 18″ W  | [ 2 ] [ 75 ]              |
| Montelíbano                             | Córdoba                    | SKML      | MTB       | Montelíbano Airport                                                  |               | 7° 58′ 18″ N, 75° 25′ 57″ W  | [ 1 ] [ 2 ]               |
| Necoclí                                 | Antioquia                  | SKNC      | NCI       | Necoclí Airport (Antioquia Airport)                                  |               | 8° 27′ 12″ N, 76° 46′ 43″ W  | [ 1 ] [ 2 ] [ 51 ] [ 76 ] |
| Nuquí                                   | Chocó                      | SKNQ      | NQU       | Reyes Murillo Airport                                                |               | 5° 42′ 37″ N, 77° 15′ 43″ W  | [ 2 ] [ 77 ]              |
| Ocaña                                   | Norte de Santander         | SKOC      | OCV       | Aguas Claras Airport                                                 |               | 8° 18′ 56″ N, 73° 21′ 30″ W  | [ 2 ] [ 78 ]              |
| Orito                                   | Putumayo                   | SKOR      |           | Orito Airport                                                        |               | 0° 39′ 59″ N, 76° 52′ 36″ W  | [ 1 ] [ 79 ]              |
| Orocue                                  | Casanare                   | SKOE      | ORC       | Orocue Airport                                                       |               | 4° 47′ 25″ N, 71° 20′ 54″ W  | [ 1 ] [ 2 ] [ 67 ]        |
| Orocue                                  | Casanare                   | SKSD      |           | Sardinas Airport                                                     | Privat        | 4° 59′ 9″ N, 71° 30′ 20″ W   | [ 1 ] [ 67 ] [ 80 ]       |
| Paipa                                   | Boyacá                     | SKPA      | RON       | Juan José Rondón Airport                                             |               | 5° 45′ 52″ N, 73° 6′ 21″ W   | [ 1 ] [ 2 ] [ 64 ]        |
| Paz de Ariporo                          | Casanare                   | SKAA      |           | Caño Garza Airport                                                   | Privat        | 5° 35′ 30″ N, 71° 35′ 22″ W  | [ 1 ] [ 67 ]              |
| Paz de Ariporo                          | Casanare                   | SKPZ      | PZA       | Paz de Ariporo Airport                                               |               | 5° 52′ 34″ N, 71° 53′ 18″ W  | [ 1 ] [ 2 ] [ 67 ]        |
| Pitalito                                | Huila                      | SKPI      | PTX       | Contador Airport                                                     |               | 1° 51′ 26″ N, 76° 5′ 8″ W    | [ 2 ] [ 81 ]              |
| Plato                                   | Magdalena                  | SKPL      | PLT       | Plato Airport (Las Flores Airport)                                   |               | 9° 48′ 4″ N, 74° 47′ 11″ W   | [ 1 ] [ 2 ] [ 62 ]        |
| Puerto Berrío                           | Antioquia                  | SKPR      | PBE       | Morela Airport                                                       |               | 6° 27′ 36″ N, 74° 24′ 38″ W  | [ 1 ] [ 2 ] [ 51 ]        |
| Puerto Bolívar / Uribia                 | La Guajira                 | SKPB      |           | Puerto Bolívar Airport (Portete Airport)                             | Privat        | 12° 13′ 18″ N, 71° 59′ 3″ W  | [ 82 ]                    |
| Puerto Gaitán                           | Meta                       | SKMO      |           | Morelía Airport                                                      |               | 3° 45′ 1″ N, 71° 27′ 22″ W   | [ 1 ] [ 55 ]              |
| Puerto Gaitán                           | Meta                       | SKPG      |           | Puerto Gaitán Airport                                                |               | 4° 18′ 11″ N, 72° 5′ 8″ W    | [ 1 ] [ 55 ]              |
| Puerto Inírida                          | Guainía                    | SKPD      | PDA       | Obando Airport (César Gaviria Trujillo Airport)                      |               | 3° 51′ 6″ N, 67° 54′ 18″ W   | [ 1 ] [ 2 ] [ 83 ]        |
| Puerto Leguízamo                        | Putumayo                   | SKLG      | LQM       | Caucayá Airport                                                      |               | 0° 10′ 56″ N, 74° 46′ 15″ W  | [ 1 ] [ 2 ] [ 79 ]        |
| Puerto Nare                             | Antioquia                  | SKPN      | NAR       | Puerto Nare Airport                                                  |               | 6° 12′ 36″ N, 74° 35′ 27″ W  | [ 1 ] [ 2 ] [ 51 ] [ 84 ] |
| Quípama                                 | Boyacá                     | SKFR      |           | Furatena Airport                                                     |               | 5° 31′ 20″ N, 74° 10′ 56″ W  | [ 1 ] [ 64 ] [ 85 ]       |
| Remedios                                | Antioquia                  | SKOT      | OTU       | Otú Airport                                                          |               | 7° 0′ 38″ N, 74° 42′ 56″ W   | [ 1 ] [ 2 ] [ 51 ]        |
| Sabana de Torres                        | Santander                  | SKRU      | SNT       | Las Cruces Airport                                                   |               | 7° 23′ 0″ N, 73° 30′ 20″ W   | [ 1 ] [ 2 ] [ 60 ]        |
| San Gil                                 | Santander                  | SKSG      |           | Los Pozos Airport                                                    |               | 6° 35′ 27″ N, 73° 7′ 44″ W   | [ 1 ] [ 60 ]              |
| San Luis de Palenque                    | Casanare                   | SKDU      |           | Caño Grande Airport                                                  | Privat        | 5° 10′ 21″ N, 71° 8′ 31″ W   | [ 1 ] [ 67 ]              |
| San Luis de Palenque                    | Casanare                   |           | SQE       | San Luis de Palenque Airport                                         |               | 5° 25′ 3″ N, 71° 43′ 51″ W   | [ 2 ] [ 67 ]              |
| San Marcos                              | Sucre                      | SKSR      | SRS       | San Marcos Airport                                                   |               | 8° 41′ 25″ N, 75° 9′ 35″ W   | [ 2 ] [ 86 ]              |
| Santa Fe de Antioquia                   | Antioquia                  | SKSF      |           | Santa Fe de Antioquia Airport                                        | Geschlossen   | 6° 30′ 5″ N, 75° 49′ 22″ W   | [ 1 ] [ 87 ]              |
| Santa Rosalía                           | Vichada                    | SKSL      | SSL       | Santa Rosalía Airport                                                |               | 5° 7′ 51″ N, 70° 52′ 6″ W    | [ 1 ] [ 2 ] [ 61 ] [ 88 ] |
| Sogamoso                                | Boyacá                     | SKSO      | SOX       | Alberto Lleras Camargo Airport                                       |               | 5° 40′ 35″ N, 72° 58′ 11″ W  | [ 1 ] [ 2 ] [ 64 ]        |
| Tablón de Tamará                        | Casanare                   |           | TTM       | Tablón de Tamará Airport                                             |               | 5° 43′ 36″ N, 72° 6′ 2″ W    | [ 2 ] [ 89 ]              |
| Tapurucuara                             | Vaupés                     | SKTP      |           | Tapurucuara Airport                                                  |               | 1° 28′ 18″ N, 70° 9′ 47″ W   | [ 1 ] [ 56 ]              |
| Taraira                                 | Vaupés                     | SKTR      |           | Taraira Airport                                                      |               | 0° 34′ 4″ N, 69° 38′ 17″ W   | [ 1 ] [ 56 ]              |
| Tarapacá                                | Amazonas                   | SKRA      | TCD       | Tarapacá Airport                                                     |               | 2° 53′ 41″ S, 69° 44′ 50″ W  | [ 1 ] [ 2 ] [ 70 ]        |
| Tibú                                    | Norte de Santander         | SKTB      | TIB       | Tibú Airport                                                         |               | 8° 37′ 51″ N, 72° 43′ 51″ W  | [ 1 ] [ 2 ] [ 60 ]        |
| Timbiquí                                | Cauca                      | SKMB      | TBD       | Timbiqui Airport                                                     |               | 2° 46′ 39″ N, 77° 40′ 3″ W   | [ 1 ] [ 2 ] [ 90 ]        |
| Tiquié                                  | Vaupés                     | SKTE      |           | Tiquie Airport                                                       |               | 0° 14′ 0″ N, 70° 10′ 10″ W   | [ 1 ] [ 56 ]              |
| Trinidad                                | Casanare                   | SKTD      | TDA       | Trinidad Airport                                                     |               | 5° 25′ 50″ N, 71° 39′ 30″ W  | [ 1 ] [ 2 ] [ 67 ]        |
| Trinidad / Corocora                     | Casanare                   | SKRO      |           | Corocora Airport                                                     | Privat        | 5° 22′ 29″ N, 70° 58′ 41″ W  | [ 1 ] [ 91 ] [ 67 ]       |
| Tuluá                                   | Valle del Cauca            | SKUL      | ULQ       | Heriberto Gíl Martínez Airport (Farfán Airport)                      |               | 4° 5′ 40″ N, 76° 13′ 26″ W   | [ 2 ] [ 92 ]              |
| Tunja                                   | Boyacá                     | SKTJ      |           | Tunja Airport (Gustavo Rojas Pinilla Airport)                        |               | 5° 32′ 32″ N, 73° 20′ 39″ W  | [ 1 ] [ 64 ]              |
| Turbo                                   | Antioquia                  | SKTU      | TRB       | Gonzalo Mejía Airport                                                |               | 8° 4′ 28″ N, 76° 44′ 28″ W   | [ 1 ] [ 2 ] [ 51 ]        |
| Uribe                                   | Meta                       | SKUB      | URI       | Uribe Airport                                                        |               | 3° 14′ 13″ N, 74° 20′ 47″ W  | [ 1 ] [ 2 ] [ 55 ]        |
| Urrao                                   | Antioquia                  | SKUR      | URR       | Urrao Airport                                                        |               | 6° 19′ 35″ N, 76° 8′ 25″ W   | [ 1 ] [ 2 ] [ 51 ]        |
| Vigía del Fuerte                        | Antioquia                  | SKVF      |           | Vigía del Fuerte Airport                                             |               | 6° 34′ 5″ N, 76° 53′ 16″ W   | [ 1 ] [ 51 ]              |
| Villagarzón                             | Putumayo                   | SKVG      | VGZ       | Villa Garzón Airport (Cananguchal Airport)                           |               | 0° 58′ 43″ N, 76° 36′ 20″ W  | [ 1 ] [ 2 ] [ 79 ]        |
| Villanueva                              | Casanare                   | SKVN      |           | Villanueva Airport                                                   |               | 4° 38′ 14″ N, 72° 56′ 59″ W  | [ 1 ] [ 67 ]              |
| Militärflugplätze                       |                            |           |           |                                                                      |               |                              |                           |
| Buenaventura / Juanchaco                | Valle del Cauca            | SKJC      |           | Juanchaco Airport                                                    |               | 3° 56′ 5″ N, 77° 21′ 43″ W   | [ 2 ] [ 93 ]              |
| Cali                                    | Valle del Cauca            | SKGB      |           | Marco Fidel Suárez Air Base                                          |               | 3° 27′ 32″ N, 76° 29′ 47″ W  | [ 1 ] [ 92 ]              |
| Coveñas                                 | Sucre                      | SKCV      | CVE       | Coveñas Airport                                                      |               | 9° 24′ 4″ N, 75° 41′ 29″ W   | [ 1 ] [ 2 ] [ 86 ]        |
| Distracción / Fonseca                   | La Guajira                 | SKBN      |           | Buenavista Air Base                                                  |               | 10° 53′ 15″ N, 72° 54′ 3″ W  | [ 1 ] [ 54 ]              |
| Larandia                                | Caquetá                    | SKLR      |           | Fuerte Militar Larandia                                              |               | 1° 28′ 38″ N, 75° 29′ 12″ W  | [ 1 ] [ 94 ]              |
| Madrid                                  | Cundinamarca               | SKMA      |           | Major Justino Mariño Cuesto Air Base                                 |               | 4° 43′ 40″ N, 74° 16′ 31″ W  | [ 1 ]                     |
| Melgar                                  | Tolima                     | SKME      |           | Lieutenant Colonel Luis F. Pinto Parra Air Base                      |               | 4° 12′ 59″ N, 74° 38′ 6″ W   | [ 1 ]                     |
| Nilo                                    | Cundinamarca               | SKTI      |           | Tolemaida Air Base                                                   |               | 4° 14′ 41″ N, 74° 39′ 0″ W   | [ 1 ] [ 95 ]              |
| Palanquero / Puerto Salgar              | Cundinamarca               | SKPQ      | PAL       | Captain Germán Olano Moreno Air Base                                 |               | 5° 29′ 0″ N, 74° 39′ 27″ W   | [ 1 ] [ 2 ] [ 96 ]        |
| Puerto Boyacá                           | Boyacá                     | SKVL      | PYA       | Velasquez Airport                                                    |               | 5° 56′ 19″ N, 74° 27′ 25″ W  | [ 1 ] [ 2 ] [ 64 ]        |
| Santa Rita / Marandúa                   | Vichada                    | SKUA      |           | Colonel Luis Arturo Rodríguez Meneses Air Base                       |               | 5° 31′ 35″ N, 68° 40′ 55″ W  | [ 1 ] [ 61 ] [ 97 ]       |
| Tres Esquinas                           | Caquetá                    | SKTQ      | TQS       | Captain Ernesto Esguerra Cubides Air Base                            |               | 0° 44′ 45″ N, 75° 14′ 3″ W   | [ 1 ] [ 2 ] [ 52 ]        |
| Villavicencio / Apiay                   | Meta                       | SKAP      | API       | Captain Luis F. Gómez Niño Air Base                                  |               | 4° 4′ 34″ N, 73° 33′ 46″ W   | [ 1 ] [ 2 ] [ 55 ]        |
| Flughäfen mit unbestätigten Koordinaten |                            |           |           |                                                                      |               |                              |                           |
| Morichal                                | Guainía                    |           | MHF       | Morichal Airport                                                     |               | 1° 45′ 0″ N, 69° 55′ 0″ W    | [ 98 ]                    |
| Puerto Lleras                           | Meta                       | SKLL      |           | Puerto Lleras Airport                                                |               | 3° 17′ 23″ N, 73° 22′ 45″ W  | [ 1 ] [ 55 ]              |
| San Vicente del Caguán / Yaguara        | Caquetá                    | SKYA      | AYG       | Yaguara II Airport                                                   |               | 1° 32′ 39″ N, 73° 56′ 0″ W   | [ 1 ] [ 2 ] [ 52 ]        |